# Kyokushin kaikan
El karate kyokushin kaikan (en japonés 極真会館) és un estil japonès de karate, creat el 1964 pel mestre Masutatsu Oyama. Amb el temps aquest estil ha crescut i actualment té prop de 12 milions de practicants arreu del món.
Sosai Masutatsu Oyama (10è Dan) fundador i creador de l'estil de karate kyokushinkai, va néixer a Corea el 1923. Als 9 anys va començar practicant kempo xinès (conegut com a kung fu/wu-Shu), més tard, després de traslladar-se al Japó, va entrenar lluita i boxa occidental, a més de judo, posteriorment va ingressar al dojo del mestre Gigo Funakoshi, fill i alumne de Gichin Funakoshi, on va aprendre l'estil de karate shotokan progressant ràpidament arribant al 2n Dan als 17 anys i 4 ° Dan als 20 anys. En el judo també arribà al 4 dan, i en l'art marcial de l'aikido, conegut com el Daito Ryu Aikijujutsu l'1 Dan.
Segons el mestre Oyama, va ser el mestre Funakoshi, qui li va redreçar moralment, fent-li veure la diferència entre ser un lluitador i arribar a ser un guerrer del budo.
Així mateix, va ser alumne del mestre coreà de l'estil de karate goju ryu, so nei chu, qui el va animar a seguir amb el seu entrenament en solitari. Així que es va retirar a les muntanyes per enfortir les seves habilitats i temperar el seu esperit. Després de 3 anys de durs entrenaments físics i exercicis de meditació segons els preceptes de la filosofia zen, en el qual practica trencant pedres de riu, arbres, lluita amb animals salvatges i meditació sota aigües extremadament fredes. Torna amb la finalitat d'arribar a ser el més poderós karateka al Japó.
El 1947, després del seu retorn a la civilització, es va inscriure en el primer campionat nacional d'arts marcials del Japó, guanyant aquest campionat. Així decideix dedicar la seva vida íntegrament al karate. La seva fama s'estén ràpidament, viatja als EUA i durant un any realitza demostracions i combats, amb lluitadors, boxadors, etc., arribant a combatre amb 270 persones diferents. La majoria dels combats no duraven més de 3 minuts, els guanyava d'un sol cop o cop de puny, per això va arribar a ser conegut com a "Godhand", o mà de déu.

## Practicants famosos
- Masutatsu Oyama
- Terutomo Yamazaki (山崎照朝, Yamazaki Terutomo)
- Shihan Daniel Sanchez WKB
- Alejandro Navarro
- Jonathan Tineo
- Vicente Sanchez
- Andy Hug
- Francisco Filho
- Ivan Lopez Sevi
- Manuel la rata zafra
- Dolph Lundgren (shinkyokushin)
- Bas Rutten
- Gonzalo Rincón Tapias
- Michael Jonathan Rico Sanchez
- Michel Jai White
- Franco Olivera
- Julio Olivera
- Liliane Pierron
- Germán Carú
- Georges Saint Pierre
- Sergio "Patxi" Lopez